# Kétpontos kísérlet
Az amerikaifutballban a kétpontos kísérlet az a játék, melyet a támadó csapat az egy pontot érő jutalomrúgás helyett választhat. Ennek során a támadó, és touchdownt elérő csapat egy játékból az ellenfél célterülete előtt (kanadai futballban 5 yardra, amatőr amerikaifutballban 3 yardra, profi amerikaifutballban 2 yardra) kezdve a játékot ugyanolyan módon a célterületre juttatja a labdát, mintha touchdownt szereznének egy rendes játékban. Amennyiben ez sikerül, az két pontot ér ennek a csapatnak (a touchdownért járó haton felül). Amennyiben nem járnak sikerrel, úgy a hat ponton felül nem jár extra pont, és a játék az előzőleg touchdownt elérő csapat kirúgásával folytatódik.
A kétpontos kísérlet sikerességi valószínűségét 40 és 55% közé becsülik egyes források, mely jelentősen alacsonyabb, mint a jutalomrúgás esélye (jóval 90% fölött, azonban megfelelő taktika és csapatmunka esetén ennek várható értéke magasabb, valamint bizonyos mérkőzésszituációkban csakis ez vezethet eredményre (például pár másodperccel a 4. negyed vége előtt elért touchdown után, ha a pontot szerző csapat két pontos hátrányig hozza fel magát, mindenképpen a kétpontos kísérletet fogja alkalmazni).
A 2009-es NFC konferenciadöntőben a Philadelphia Eagles és az Arizona Cardinals is megkísérelte a két pont megszerzését touchdown után. Előbb az Eagles próbálkozott sikertelenül (hogy behozzanak egy korábbi elrontott jutalomrúgások révén elvesztett pontot), majd a következő támadássorozat (drive) végén a Cardinals sikerrel hajtotta végre ezt a játékot, hogy hétpontos előnyhöz jussanak.

## A szabály megalkotása és bevezetése
Először az egyetemi futballbajnokságban alkalmazták (1958-tól), majd az Amerikai Futball Liga (az AFC) is használta 10 szezonján keresztül (1960–69). Miután az NFL és az AFC egyesült, előbb egy kompromisszumos szabályt kerestek (lásd később), majd 1994-től vezették be az NFL-ben is a kétpontos kísérletet, részben a rövidéletű USFL (United States Football League) hatására.
Az NFL európai ligája, az NFL Europe létezése alatt folyamatosan használta a játékot (1991–2007).
1968-ban, az AFL-NFL egyesülés előhírnökeként a két liga egy kompromisszumos szabályt vezetett be: a viszonylag egyszerű jutalomrúgás helyett egy, a korábbi akció indításról véghezvitt sikeres támadás ért volna egy pontot. Ezt a szabályt a közös előszezon során próbálták ki, azonban nem alkalmazták a későbbiekben.
A 2010-ben induló New United States Football League bevezetné a hárompontos játék intézményét, mely három pontot adna a touchdown utáni sikeres újabb touchdownért, a 10 yardos vonalról indítva a második játékot.

## A védekező kétpontos kísérlet
Az amerikai főiskolai és a kanadai futballban az elrontott kétpontos kísérlet vagy jutalomrúgás esetén, amennyiben az a védekező csapat blokkolta és birtokba vette a labdát, visszafuthat vele az eredetileg támadó csapat célterületére, ezzel két pontot szerezve, ez a védekező kétpontos kísérlet. Ez után a csapat, mely az eredeti touchdownt szerezte folytatja a játékot kirúgással. Ez természetesen meglehetősen ritka esemény, tekintettel a kétpontos kísérletek és az elrontott jutalomrúgások ritkaságára, valamint a célterülettől célterületig futás nehézségére. Egyetlen alkalommal fordult elő, hogy egy játékos egy találkozón egynél több ilyennel szerezzen pontot: Tony Holmes a Texas Longhorns játékosaként egy 1998-as mérkőzésen az Iowa State Cyclones ellen.

## Matematikai számítások a kétpontos kísérletekkel kapcsolatban
2007, egy Eric Menhart nevű blogger elemezte a kétpontos kísérletek kifizetődőségét a jutalomrúgásokkal szemben, és a jutalomrúgások mellett foglalt állást, azok magasabb várható értéke miatt. Véleménye ellentmond azonban Gregg Easterbrook szakírójáénak, aki szerint egy átlagos támadó játékkal 5 yardot nyer a támadó csapat, mely alapján a kétpontos kísérlet kifizetődőbb a jutalomrúgással szemben. Utóbbi a kétpontos kísérletek sikerességi arányát 50 és 55% közé teszi (a Football Prospectus alapján), azonban fontos megjegyezni, hogy ezen játék során a védelemnek a primary vonala (vagyis az első sor, akik közvetlenül a line of scrimmage mögött sorakoznak) jut főszerephez, tehát ez nem tekinthető "átlagos támadójátéknak".